# Amager Centret
Amager Centret er et indkøbscenter i bydelen Amagerbro på Amager i København tæt på hovedgaden Amagerbrogade. Centret har 86 special- og dagligvareforretninger og spisesteder (pr. november 2021) og et samlet butiksareal på ca. 22.500 m², og det er et af byens største lokale bycentre. Centret er ejet af Danske Shoppingcentre.

## Historie
Amager Centret åbnede den 14. oktober 1975, men hele bygningen er ikke oprindelig bygget som et indkøbscenter. Dele af Amager Centret husede den tidligere rebslagervirksomhed Jacob Holm & Sønners bygninger mellem Reberbanegade, Brysselgade og Ålandsgade, som via ombygniger siden hen blev omdannet til det nuværende indkøbscenter.
I 1700-tallet lå landstedet Oliegreen på Amager Centrets område (grund nr. 25 i Sundby på 14 tdr. land). Den 4. februar 1812 blev stedet solgt af grosserer Skoustrup til storkøbmand, skibsreder og skibsbygger m.m. Jacob Holm fra Christianshavn, der startede et rebslageri i en træbygning, som igennem de næste 150 år blev udbygget.
Hovedstammen af de bygninger, som i dag udgør Amager Centret blev bygget kort før 2. verdenskrig. I begyndelsen af 1970'erne gik det skidt for Jakob Holm & Sønner, og i 1971 blev produktionen flyttet til Randers Rebslageri, som Jacob Holm & Sønner havde en andel i. Få år efter gik Kampsax og landsretssagfører Henrik Hoffmeyer sammen om planerne om et center i de forladte haller, som ifølge Københavns Kommune skulle indbefatte et bibliotek og et teater.
Bygningerne, som udgør centrets kerne er bevaret siden 1975, men meget er ændret. I 1999 blev et nyt parkeringshus i 7 etager indviet. Amager Scenen blev ombygget efter at have stået hen i nogle år og genåbnede som en Hennes & Mauritz butik (H&M, Amager Centret 145 og 148) i december 2002 i den tidligere teatersal, nu i to etager. Den 1. oktober 2002 åbnede Amagerbro metrostation ved siden af centret. I dag huser centret også et lægehus og en øjenlæge og i oktober 2004 åbnedes Københavns Borgerservice. I perioden 2002 til 2003 blev interiøret fornyet med glastag og lyse farver. Den 1. november 2006 blev centrets renovering afsluttet med nyt gulv, en ny rulletrappe, fjernelse af mellemetager og ny indgang fra Amagerbro Station og Reberbanegade. En række lejere foretog også renoveringer, bl.a. Føtex har haft en markant udvidelse.
6. februar 2018 igangsættes en større ombygning af indkøbscentret. Planen er at lave nye og opdaterede gangforløb og lavenergiinstallationer, samt at udvide med 20-30 nye butikker, et nyt parkeringshus og et helt nyt torvemiljø. Ombygningen skal samtidig være med til at skabe en bedre integration af centret i bymiljøet. Centret åbnes op i gadeplan og gøres til det naturlige centrum for bydelen med etablering af nye butikker og en forbedret logistik på førstesalen. Den lille gård midt i centret omdannes til et grønt byrum, hvor der etableres en række restauranter og cafeer, og er tænkt som et nyt udflugtsmål for amagerborgerne. Ombygningen anslås at være færdig ved udgangen af 2019.

## Trafik og adgangsveje
Ved centrets indgang fra Reberbanegade ligger Amagerbro metrostation (på Amagerbro Torv). Den korteste, men ikke altid nemmeste, vej går gennem Metroens cykelkælder. Centret har 340 parkeringspladser på 7 P-dæk med gratis parkering i 3 timer.